# Henrique Peres de Gusmão e Meneses
Henrique Peres de Gusmão e Meneses (em castelhano: Enrique Pérez de Guzmán y Meneses; m. ), VII Senhor de Sanlúcar, IV Conde de Niebla, II Duque de Medina Sidônia e I Marquês de Gibraltar, foi um nobre espanhol pertencente à Casa de Medina Sidônia. 